# 草尾嶺
草尾嶺，是臺灣南投縣南投市的一個傳統地域名稱，位於該市中西部北半側。相較於今日行政區，其範圍大致包括福興里西北部及南部、鳳山里東大半部（縣道139號以東）不含東部南段的鳳山路兩側地帶、鳳鳴里東半部（縣道139號以東）、福山里北部的林子排水以北地區。

## 歷史
台灣清雍正初年，隸屬彰化縣直至日治初期，清治末期至日治初期，草尾嶺地區為一街庄，稱為「草尾嶺庄」，隸屬於南投堡。該庄輪廓略呈C字型，北與樟普寮、同安藔庄為鄰，東北隔貓羅溪與月眉厝庄為界，東與小半山庄為鄰，東南與林仔庄為鄰，南邊為南投堡的施厝坪庄，西邊為武東堡的施厝坪庄。
1901年（日治明治三十四年）11月，全台廢縣廳改設二十廳，該庄隸屬於南投廳。1903年（明治三十六年）6月，該庄編入「南投區」，隸屬於南投廳。1909年（明治四十二年）10月，合併二十廳為十二廳，南投區仍隸屬於南投廳。1920年（大正九年），全台地方制度大改正，廢十二廳改設五州二廳，該庄改制為「草尾嶺」大字，隸屬於臺中州南投郡南投街。
戰後南投街改制為南投鎮，隸屬於臺中縣，大字亦改制為里。1950年10月，中、彰、投分治，南投鎮改隸屬南投縣。1981年，南投鎮升格為南投市。

## 聚落
本地區發展較早的聚落有頂藔（崩崁）、樟普藔、凹窩藔、草尾嶺等，在日治期初期的官方地圖上已有記載。此外，本地區尚有灣門仔、大厝底、鳳鳴等聚落。

## 交通
國道3號又稱「福爾摩沙高速公路」，是貫穿台灣西部的兩條縱向高速公路之一，大致以圓心朝東北東的大弧形經過草尾嶺東北部邊界外不遠處，並在省道台76線交會處設有中興系統交流道。北側最近的一般交流道是省道台14線交會處的草屯交流道，南側最近的一般交流道是省道台14乙線交會處的中興交流道。由此等可快速前往台灣南北各地，或於中興系統交流道轉省道台76線以前往彰化平原。
省道台76線即「東西向快速公路－漢寶草屯線」，目前僅通行埔鹽至草屯路段，大致以西南西－東北東走向經過本地區北半葉的中部。其中絕大部分路段為隧道（八卦山隧道），僅有最東側一小段為高架道路。境內未設交流道，西側最近的是位於八卦山另一側隧道口不遠處縣道137號路口的「林厝交流道」，東側則是與國道3號交會處的中興系統交流道，同時也是道路端點。由該道路向西南西成為員林大排兩側高架道路，可前往員林市區南側、埔心、溪湖東北端、埔鹽與大村交界地帶及國道1號埔鹽系統交流道、埔鹽與秀水交界地帶、埔鹽與福興交界地帶並止於埔鹽交流道。縣道144號是與省道台76線併行的平面道路，其東側端點位於縣道137號路口；由此向西南西繞大彎轉西北西於萬年成為員林大排兩側平面道路，行至省道台76線埔鹽交流道後可續行前往福興西北部並止於省道台61線福興交流道。
省道台14丁線（彰南路三段）是芬園至南投苦苓腳的幹道，大致以北北西—南南東走向轉西北微北—東南微南走向沿貓羅溪左岸蜿蜒而行，其間經過省道台76線高架橋下。由該道路向北北西可前往同安寮、縣庄、芬園市區東側並止於省道台14線路口；向東南微南可前往小半山、林子並止於省道台3甲線路口。
縣道139號（八卦路）是彰化至鹿谷鄉的道路，大致以縱向蜿蜒經過本地區西部邊界，向北可前往芬園與員林／大村／花壇交界地帶、花壇與彰化交界地帶、彰化市區並止於省道台1線，向南轉東可前往南投市區、中寮、集集、鹿谷等地。
鄉道投18線（鳳山路）是凹窩寮至小半山的道路，其西側端點位於本地區西部邊界地帶的縣道139號路口。由此向東北微北轉東南東再轉東北東，出境後可前往小半山東北部並止於省道台14丁線路口。

## 學校
- 鳳鳴國中
- 西嶺國小

## 運動休閒
- 南峰高爾夫球場（北半部）

## 景點
- 南投碧山巖（彰化八景之一：「碧山曙色」）
- 老樟母女樹（位於西部邊界地帶）
- 南投受命宮（位於西嶺國小旁）